# والتر هاينز
والتر هاينز (بالإنجليزية: Walter Haynes)‏ هو عازف قيثارة وكاتب أغاني أمريكي، ولد في 14 ديسمبر 1928، وتوفي في 2009.

## وصلات خارجية
- والتر هاينز على موقع ميوزك برينز (الإنجليزية)